# Estadio Jorge Chiriboga Guerrero
El estadio Jorge Chiriboga Guerrero es un estadio multiusos. Está ubicado en la ciudad de La Concordia, provincia de Santo Domingo de los Tsáchilas. Fue inaugurado en 1991. Es usado para la práctica del fútbol, tiene capacidad para 5000 espectadores.
Desempeña un importante papel en el fútbol local, ya que los clubes de La Concordia como el Club Deportivo Especializado Formativo San Rafael y La Concordia Sporting Club hacen o hacían de local en este escenario deportivo, que participan en el Campeonato Provincial de Segunda Categoría de Santo Domingo.

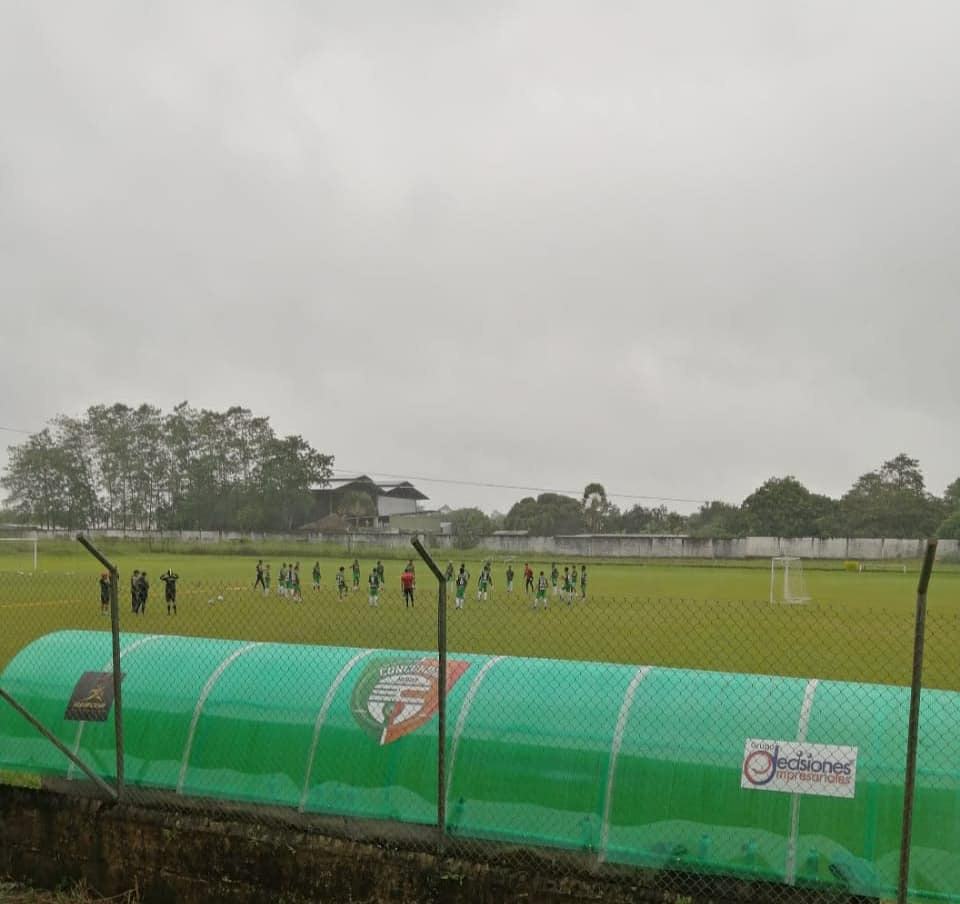
Vista del estadio desde la tribuna principal

El estadio es sede de distintos eventos deportivos a nivel local, ya que también es usado para los campeonatos escolares de fútbol que se desarrollan en la ciudad en las distintas categorías, también puede ser usado para eventos culturales, artísticos, musicales de la localidad.
El estadio tiene instalaciones con camerinos para árbitros, equipos local y visitante, zona de calentamiento, cabinas de prensa, sala de prensa, y muchas más comodidades para los aficionados. Además de:
- Campeonatos Intercolegiales de fútbol.
- Entrenamientos disciplinas fútbol y atletismo